# Hertog van Argyll

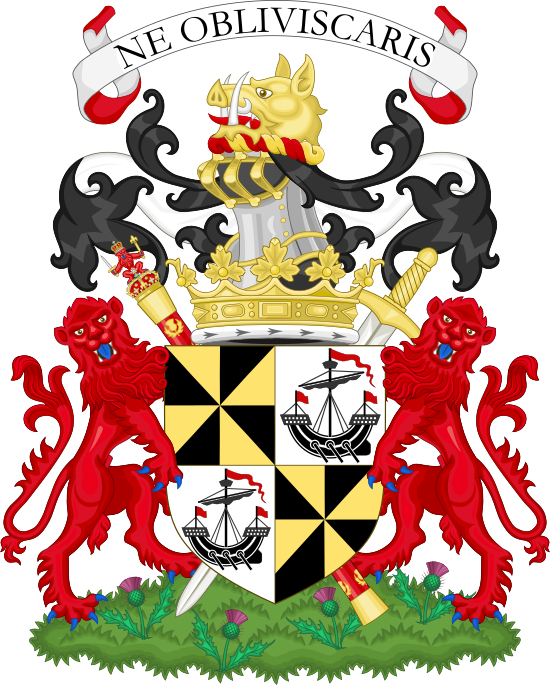
Wapen van de hertog van Argyll

Hertog van Argyll (Engels: Duke of Argyll) is een Schotse en Britse adellijke titel. 
De Schotse titel hertog van Argyll werd gecreëerd in 1701 door Willem III voor Archibald Campbell,10e graaf van Argyll.
In 1892 kreeg de 8e hertog ook de Britse titel hertog van Argyll, zodat hij formeel hertog van Argyll & Argyll werd.
Zijn nakomelingen bezitten de titel nog steeds.
De familiezetel is Inveraray Castle.
De oudste zoon van de hertog heeft de hoffelijkheidstitel Markies van Kintyre & Lorne.

## Hertog van Argyll, Schotse creatie (1701)
- Archibald Campbell, 1e hertog van Argyll (1701–1703)
- John Campbell, 2e hertog van Argyll (1703–1743), aanvoerder van de Schotse loyalisten bij de Jakobitische opstand van 1715. De loyalisten werden sindsdien "The Campbells" genoemd, zoals in het strijdlied "The Campbells are coming".
- Archibald Campbell, 3e hertog van Argyll (1743–1761)
- John Campbell, 4e hertog van Argyll (1761–1770)
- John Campbell, 5e hertog van Argyll (1770–1806)
- George Campbell, 6e hertog van Argyll (1806–1839)
- John Campbell, 7e hertog van Argyll (1839–1847)
- George Campbell, 8e hertog van Argyll (1847–1900)

## Hertog van Argyll, Britse creatie (1892)
- George Campbell, 8e hertog van Argyll (1892–1900)
- John Campbell, 9e hertog van Argyll (1900–1914)
- Niall Campbell, 10e hertog van Argyll (1914–1949)
- Ian Campbell, 11e hertog van Argyll (1949–1973) - hij was enige tijd getrouwd met Margaret Campbell; hun scheiding veroorzaakte een schandaal
- Ian Campbell, 12e hertog van Argyll (1973–2001)
- Torquhil Campbell, 13e hertog van Argyll (2001-heden)